# Wagon akumulatorowy

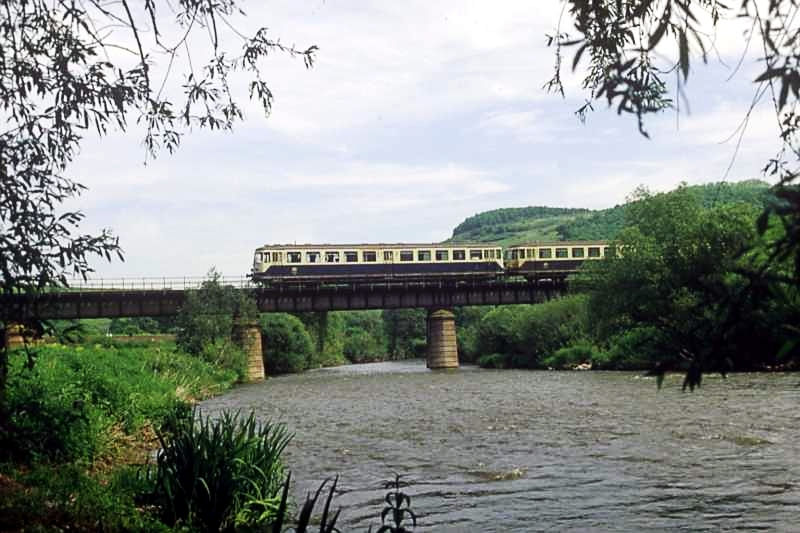
Wagon akumulatorowy serii ETA 515 kolei niemieckich.

Wagon akumulatorowy – elektryczny wagon silnikowy zasilany przy wykorzystaniu zabudowanych akumulatorów.

## Konstrukcja
Pojazdy te po ładowaniu (zazwyczaj nocą) miały zasięg 150-300 kilometrów, co pozwalało na obsługę kilku kursów w ciągu dnia. Zaletą wagonów jest autonomiczność kursowania na niezelektryfikowanych szlakach kolejowych oraz brak spalin. Problemem w konstrukcji akumulatorowych pojazdów elektrycznych o dużym zasięgu była duża masa własna i potencjalne zagrożenie dla środowiska w związku z koniecznością przewożenia dużej ilości akumulatorów ołowiowych, zajmujących całą przestrzeń pod podłogą przestrzeni pasażerskiej lub zmagazynowanych w specjalnych nadbudówkach oraz ograniczony czas pracy akumulatorów. Takie pojazdy (np. wagony akumulatorowe systemu Wittfelda) były proste w obsłudze, tanie w eksploatacji i cenione przez pasażerów ze względu na bardzo cichy i spokojny bieg.

## Historia
W 1850 roku niemiecki fizyk Wilhelm Josef Sinsteden opracował pierwszy akumulator kwasowo-ołowiowy. Udoskonalenia nadeszły w czasie, gdy gospodarka była nastawiona na efektywne przechowywanie energii. W 1887 roku przedsiębiorca Adolph Müller założył pierwszą niemiecką fabrykę akumulatorów. Pozostałe niemieckie przedsiębiorstwa wkrótce produkowały seryjne akumulatory ołowiowe. Wkrótce produkowano pojazdy z zasilaniem akumulatorowym.
Pierwsze konstrukcje akumulatorowych wagonów elektrycznych powstały na początku XX wieku. Pierwszy niemiecki wagon akumulatorowy został wyprodukowany w 1887 roku dla kolei bawarskich. W początkach XX wieku eksperymentowano również z autonomicznymi elektrycznymi zespołami trakcyjnymi, złożonymi z wagonów akumulatorowych (np. wspomniane pruskie pojazdy konstrukcji inżyniera Gustava Wittfelda). Na niezelektryfikowanych lokalnych szlakach kolejowych w okolicach pasma górskiego Westerwald kursowały wagony akumulatorowe Baureihe ETA 176 wyprodukowane dla kolei zachodnioniemieckich. Kursowanie wagonów silnikowych z zasilaniem akumulatorowym na kolei niemieckiej zakończono w 1995 roku.
Na górskiej kolei wąskotorowej Meiringen-Innertkirchen zlokalizowanej w Prealpach Szwajcarskich od 1931 roku są eksploatowane wagony akumulatorowe.
W latach 2014–2015 równolegle w Japonii (regularnie na linii Utsunomiya – Karasuyama) i Wielkiej Brytanii (na próbę na trasie Harwich – Manningtree) rozpoczęto eksploatację akumulatorowych zespołów trakcyjnych wyposażonych w nowoczesne, wydajne zasobniki energii.